# Landsat 2

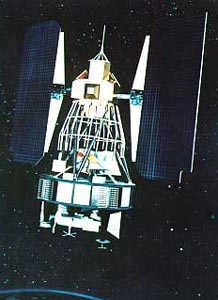
Landsat 2

Landsat 2 — другий супутник космічної програми «Landsat». Космічний апарат спочатку був названий «ERTS-B» (Earth Resource Technology Satellite B), але був перейменований в «Landsat 2», ще до його запуску, який відбувся 22 січня 1975 року. Незважаючи на те, що проектний термін служби був один рік, Landsat 2 функціонував більше семи років. Припинив свою діяльність 25 лютого 1982 року.